# Condado de la Ventosa
El condado de la Ventosa es un título nobiliario español, de Castilla. Fue concesión del rey Felipe III, por real decreto del 1.º de mayo de 1617 y real despacho del 20 de mayo de 1618 en favor de Pedro Coello de Ribera y Zapata de Cisneros, VIII señor del Villarejo de la Peñuela, de Cabrejas y de Valmelero, caballero de la Orden de Calatrava. El concesionario estaba casado con Constanza de Sandoval y Coello, señora de la villa, castillo y jurisdicción de la Ventosa, de Carcelén y de Valdeganga, 9.ª nieta de Alfonso Ruiz de Sandoval, que fue I señor de la Ventosa desde 1340 por privilegio del rey Alfonso XI, a quien sirvió en Tarifa.
La villa de la Ventosa en la Alcarria es cabecera del actual municipio de Villas de la Ventosa, provincia de Cuenca.

## Lista de titulares
|                                              | Titular                                             | Periodo                                      |
| Condes de la Ventosa Creación por Felipe III | Condes de la Ventosa Creación por Felipe III        | Condes de la Ventosa Creación por Felipe III |
| -------------------------------------------- | --------------------------------------------------- | -------------------------------------------- |
| I                                            | Pedro Coello de Ribera y Zapata                     | 1617-1635                                    |
| II                                           | Pedro de Ribera                                     | 1635-c.1650                                  |
| III                                          | Alonso Coello de Ribera                             | c.1650-                                      |
| IV                                           | Bernardo José Coello de Riber                       |                                              |
| V                                            | Alonso Jacinto de Sandoval y Rojas y Portocarrero   | 1712-                                        |
| VI                                           | José Joaquín de Sandoval y Rojas y Blasco de Orozco |                                              |
| VII                                          | Vicenta de Sandoval y Blasco de Orozco              | -1801                                        |
| VIII                                         | Mariana de Pontejos y Sandoval                      | 1801-1834                                    |
| IX                                           | María Vicenta Moñino y Pontejos                     | 1848-1867                                    |
| X                                            | Genoveva de Samaniego y Pando                       | 1867-1912                                    |
| XI                                           | José María Álvarez de Toledo y Samaniego            | 1912-1950                                    |
| XII                                          | José María Álvarez de Toledo y Mencos               | 1952-1999                                    |
| XIII                                         | José María Álvarez de Toledo y Gómez-Trénor         | 1999-2022                                    |
| XIV                                          | Iván Álvarez de Toledo y Gómez-Trenor               | 2024-pres.                                   |

## Historia genealógica

### Señores de la Ventosa
Ruy Gutiérrez de Sandoval fue alférez mayor del infante Don Juan, hijo del rey Alfonso X el Sabio. Pasó con él allende el mar y volvió cuando las tutorías del rey Fernando IV. Siguió al infante en todas las contiendas que tuvo con su hermano el rey D. Sancho, después en la pretensión del Reino de León contra D. Fernando IV. Año 1296, repartiendo los reinos con D. Alfonso de la Cerda y confederándose con todos los Príncipes de España y Francia, como parece por las historias de los reyes D. Sancho y D. Fernando. Su hijo, D. Ruiz Gutiérrez, casó con Dña. Juana de la Vega. Fueron sus hijos Gutiérrez Rodríguez de Sandoval, Juan Rodríguez de Sandoval, Alonso o Alfonso Ruiz de Sandoval y Pedro Ruiz de Sandoval.
- Alonso Ruiz de Sandoval, I señor de la Ventosa, recibe de Alfonso XI en 1340 el señorío de La Ventosa por su participación en la conquista de Tarifa.
- Gutierre Díaz de Sandoval, II señor de la Ventosa
- Juan de Sandoval, III señor de la Ventosa, funda mayorazgo en 1409 que encabeza su hijo Gutierre.
- Gutierre de Sandoval, IV señor de la Ventosa. Casó con Blanca Coello, hija de los primeros señores de Montalbo, El Hito y Villar de Cañas..[1]

### Señores del Villarejo de la Peñuela
En 1328 el Rey Alfonso XI otorgó los señoríos de Anguix y del Villarejo de la Peñuela a 
- Alfonso (o Alfón, o Alonso) Martínez de Ribera, noble de origen gallego,[2] I señor de dichas villas y de la aldea de San Pedro Palmiches. El concesionario era alcaide del castillo de Huete, y la merced venía a premiarle por haber derrotado al infante rebelde Don Juan Manuel cuando intentó tomar esta ciudad.[3] En 1355 se mantenía leal a Pedro I de Castilla, quien le hizo merced de «las varas del juzgado de Huete y su tierra»,[4] pero poco después se pasó a la parcialidad de Don Enrique de Trastámara y murió en su servicio. El Rey mandó confiscar sus bienes y los de Inés Fernández de Sandoval, su viuda, y de sus hijos. «Dicha orden apremiaba al común de la tierra de Huete para que abonase al Real Tesoro el importe de la venta de los inmuebles, entre los cuales figuraban los lugares y pertenencias de Anguix, Villarejo de la Peñuela y San Pedro Palmiches, habiendo ingresado el concejo de Huete en la Tesorería Real de Toledo por manos de sus alcaldes la cantidad de 18 mil maravedises de plata».[5] Pero aupado al trono Enrique II, mandó restituir sus bienes a la viuda e hijos de Alfón Martínez, y las Cortes de Toro de 1371 confirmaron el señorío de Anguix y del Villarejo de la Peñuela en favor de su primogénito:

- Lope López de Ribera, II señor del Villarejo de la Peñuela, de Anguix y de San Pedro Palmiches, que había luchado como su padre en el bando enriqueño. Casó con Violante López de Ribera, su deuda, que debía de ser hermana, hija o sobrina carnal de Perafán de Ribera el Viejo, señor de Espera, Bornos y las Aguzaderas, I adelantado de Andalucía. Tuvieron al menos tres hijos varones:

1. Alonso López de Ribera y
2. Lope López de Ribera, que ambos murieron sin sucesión en Constantina. Lope testó en eta villa el 20 de abril de 1402, mandando que su cuerpo fuera allí depositado como el de su hermano mayor y que después les llevasen a Huete y les enterrasen en el Convento de San Francisco con su tío Ruy Páez de Ribera. Entre otras mandas disponía que dos acémilas que allí tenía se diesen al adelantado Perafán de Ribera, su tío, para que él las enviase a Fernando de Ribera, su hermano, y encargaba a Pedro Carrillo, su primo, que cobrase cierta cantidad que le debía el dicho adelantado.[6]
3. Y Hernando de Ribera, que sigue.

- Hernando de Ribera, nacido hacia 1390, fue el III señor del Villarejo de la Peñuela, de Anguix y de San Pedro Palmiches. En 1431 adquirió las aldeas y castillos de Carcelén y Montealegre, en tierras de Albacete, que le cedió Diego Hurtado de Mendoza, I señor de Cañete, a trueque de la de San Pedro Palmiches, que acabaría integrando el mayorazgo del Infantado. Quizá también enajenó la villa de Anguix. Casó con Elvira García de Jarava, que era hermana de Álvaro Jaraba de Albornoz, maestrescuela de la Catedral de Cuenca, que está enterrado en la de Toledo, y probablemente también de Sancho de Jarava, señor de Valdecabras, las Majadas, Enguídanos y Campillo de Altobuey, regidor perpetuo de la ciudad de Cuenca, doncel del Rey Juan II y su trinchador.[7] Hija de Diego de Jaraba, señor de la Parrilla, y de Juana Rodríguez de Güércemes, su mujer; nieta de Sancho García de Jaraba y de Urraca Fernández de Albornoz, y materna de Ruy Díaz de Güercemes, señor de Huércemes y de Elvira López, señora de las Majadas. Todo en tierras de Cuenca.[8] Procrearon a

1. Perafán de Ribera, primogénito, que murió mozo antes que su padre,
2. Violante de Ribera, que sigue,
3. Marquesa de Ribera, que casó con mosén Alonso de Alarcón, con descendencia,
4. y Beatriz de Ribera, a quien su padre legaba en su testamento la aldea y castillo de Montealegre. Murió año de 1443 (dato que quizá corresponda al padre).

- Violante de Ribera, nacida hacia 1420, fue la IV señora del Villarejo de la Peñuela, de Cabrejas y de Valmelero, pero no de Carcelén ni de Montealegre. Casó con Esteban Coello, III señor de Montalbo, El Hito y Villar de Cañas, que testó viudo el 27 de diciembre de 1502. Descendía este señor de Egas Coello, noble de origen portugués que hubo dichos señoríos por merced de Enrique III. El 1.º de mayo de 1481, y habiendo obtenido Facultad Real, estos cónyuges fundaron sendos mayorazgos en cabeza de dos de sus hijos. Tuvieron al menos cuatro, que fueron a saber:

1. Pedro Coello, el primogénito, a quien sus padres vincularon las jurisdicciones y hacienda de Montalbo, El Hito y Villar de Cañas. De quien provinieron los demás señores de estas villas.
2. Fernando de Ribera, que sigue, a quien señalaron los estados del Villarejo, Cabrejas y Valmelero, y otros bienes de su madre,
3. Gonzalo Coello de Ribera,
4. y Constanza Coello, que casó con Íñigo Hurtado de Mendoza, hijo de los I marqueses de Priego.

- Fernando de Ribera, el segundogénito, fue V señor del Villarejo de la Peñuela, de Cabrejas y de Valmelero, como primer poseedor del segundo mayorazgo que fundaron sus padres. Casó con María Téllez, cuyo padre y abuelo materno eran del Consejo de los Reyes Católicos. Padres de

1. Per Afán Coello de Ribera y Téllez, que sigue,
2. Ana de Ribera, que casó con Fernando Gómez de Herrera, marqués de Valmediano. En su descendencia recaerían los estados de Villarejo y Valmelero tras extinguirse la línea directa de los condes de la Ventosa.

- Per Afán Coello de Ribera y Téllez, VI señor del Villarejo de la Peñuela, se distinguió mucho en la Guerra del Rosellón al mando de una compañía reclutada en Huete. Casó con Isabel Sánchez de Pisa, y algunos de sus diez hijos fueron:

1. Fernando de Ribera, que sigue,
2. Esteban de Ribera, provincial de los dominicos,
3. Alfonso de Ribera, que fue el padre de
  1. Isabel de Ribera Sandoval e Hinestrosa, natural de Moncalvillo, que en 1588 fundó el convento de Carmelitas Descalzas de Huete y después lo trasladó a Cuenca, donde murió con fama de santidad.
  2. Alonso de Ribera, nacido en Villarejo en 1662 y también carmelita descalzo.

- Fernando de Ribera fue el VII señor del Villarejo de la Peñuela, de Cabrejas y de Valmelero.[9] Nació en el Villarejo, pasó allí casi toda su vida sin prestar servicio de armas, y allí murió el 29 de septiembre de 1580, siendo enterrado en la parroquial.

Casó dos veces: primera con Elvira de Quiñones, que no le dio prole. Y su segunda mujer fue Luisa de Zapata y Cisneros, hermana del I conde de Barajas, de la que tuvo por hijos a
1. Pedro Coello de Ribera y Zapata, que sigue, I conde de la Ventosa,
2. y a Juan de Ribera y Zapata.

### Condes de la línea directa
El concesionario de la merced fue
- Pedro Coello de Ribera y Zapata, I conde de la Ventosa, VIII señor del Villarejo de la Peñuela, de Cabrejas y de Valmelero, y caballero de Calatrava, a quien su padre llamaba en su testamento «Don Per Afán mi hijo». Nació en su palacio del Villarejo, fue bautizado el 28 de diciembre de 1572 en la parroquial de dicho lugar y falleció en Madrid el Sábado Santo 3 de abril de 1635. Había mandado depositar su cuerpo en la parroquial de San Miguel de esta corte, en la capilla de su primo el conde de Barajas, y trasladarlo después a la iglesia de la Concepción de la Ventosa «y que sea depositado en la bóveda y entierro de los señores desta villa, que es en el plano de las gradas del altar mayor, al lado del Evangelio», lo cual se cumplió el día 11 del mismo mes.

Casó en la Ventosa el 25 de febrero de 1607 con Constanza de Sandoval y Coello, su sobrina segunda, señora de dicha villa, de Carcelén y de Valdeganga, que nació en Caracena en 1570, falleció viuda en Madrid en agosto de 1638 y fue enterrada con su marido en la Ventosa. Era hija de Juan de Sandoval y de Luisa Coello de Mendoza (prima carnal de Pedro Coello, su marido), y nieta de Gutierre de Sandoval, VI señor de la Ventosa, y de Elvira de Mendoza y Carrillo, hija a su vez de Pedro Carrillo de Mendoza, II conde de Priego y halconero mayor del Rey.
Fueron sus hijos (todos menos Alonso naturales del Villarejo de la Peñuela y bautizados en su parroquial):
1. Juan Coello de Ribera y Sandoval, natural del Villarejo de la Peñuela y bautizado el 24 de diciembre de 1607. Pese a ser el primogénito, abrazó el estado eclesiástico. Fue canónigo de la Catedral de Cuenca, dignidad de arcediano de Alarcón e inquisidor de Córdoba. El 11 de abril de 1635 fue nombrado obispo de Zamora y rigió esta diócesis hasta que el 11 de diciembre de 1652 fue promovido a la de Plasencia, donde murió dos años después a los 48 de su edad. Dejó «en tan pocos años tan inmortales ejemplos de gran prelado que aún le lloran las iglesias que merecieron obispo tan ejemplar».[10] Al morir su padre, renunció en favor de su hermano Pedro sus derechos al condado de la Ventosa.
2. Teresa, que nació en 1610 y murió doncella poco después que su padre,
3. Pedro de Ribera, que sigue,
4. Alonso Coello de Ribera, que seguirá después de Pedro,
5. Fernando,
6. Jerónimo,
7. María, que con el sobrenombre del Espíritu Santo profesó carmelita en Cuenca y murió de edad temprana, «abreviando en pocos años muy crecidos ejemplos; dejó mucho en el siglo y tan de veras que no conoció al mundo sino para despreciarlo, pues fue religiosa la más humilde y olvidada de sí misma».[11]
8. Ana, que con el nombre de Agustina también entró en el Carmelo de Cuenca, y «enfermando gravemente en el noviciado quiso su hermano el conde sacarla para que en su palacio se curase mejor, porque la amaba mucho, pero a los pocos días murió».[11]
9. Y Francisco, nacido en 1622.

Previa renuncia del primogénito, sucedió en 1635 su hijo segundo
- Pedro de Ribera, III conde de la Ventosa, caballero de Santiago, que nació en su palacio del Villarejo de la Peñuela y murió sin descendencia.

Mediado el siglo, le sucedió su hermano
- Alonso Coello de Ribera, IV conde de la Ventosa, que nació en el castillo de la Ventosa el 9 de marzo de 1613 y fue bautizado el 21 en la parroquial de la Concepción. Fue capitán de caballos corazas en Flandes, mayordomo mayor de Don Juan José de Austria y gobernador de Portolongo en el reino de Nápoles, de donde volvió al morir su hermano Pedro para tomar posesión de sus estados.

Casó en Madrid con Francisca de España y procrearon a
1. José Coello de Sandoval, el primogénito, que nació en Nápoles, vistió el hábito de Alcántara y también sirvió con las armas a S.M. Algunos autores le tienen por conde de la Ventosa, pero no debió de sobrevivir a su padre pues «murió muy joven». Casó con Juana de Sandoval y fueron padres de

Bernardo José Coello de Ribera y Sandoval, que sigue,
1. Juan Coello, que por el año 1683 estudiaba Teología en Alcalá.
2. Luis, que fue como el mayor caballero de Alcántara.

Sucedió su nieto (hijo de José)
- Bernardo José Coello de Ribera y Sandoval, IV conde de la Ventosa, señor del Villarejo de la Peñuela, de Cabrejas y de Valmelero.

Casó con María Isidora de Sandoval y Pacheco, su deuda, marquesa de Caracena del Valle y señora de Caracenilla, viuda con prole del III marqués de Villabenázar, hija de Antonio de Sandoval y Araujo y de Rosa de Sandoval y Pacheco, II marquesa de Caracena del Valle. Tuvieron un hijo llamado
José Bernardo Coello de Ribera y Sandoval, que premurió a su padre.
A principios del siglo XVIII, por haber muerto sin prole el IV conde de la Ventosa, quedó extinguida la descendencia de los concesionarios y se suscitó un complicado pleito por los mayorazgos. En virtud de la sentencia, se volvieron a separar las dos casas de los Coello de Ribera y los Sandoval, que habían estado unidas durante un siglo. Los señoríos del Villarejo de la Peñuela y Valmelero se adjudicaron a José Enríquez de Guzmán, señor de Olmedilla (6.º nieto del VI señor del Villarejo), y extinguida también esta línea, al siglo siguiente recayeron en los marqueses de Valmediano (descendientes del V señor), agregándose a la casa del Infantado. Y el señorío, condado y mayorazgo de la Ventosa pasó desde 1712 a Alonso Jacinto de Sandoval y Rojas y Portocarrero, descendiente de Juan de Sandoval, que fue hermano de Gutierre de Sandoval, el abuelo de la I condesa.

### Línea segunda
- Alonso Jacinto de Sandoval y Rojas y Portocarrero, V conde de la Ventosa. Casó con Mariana Blasco de Orozco. Padres de

1. José Joaquín de Sandoval (y Rojas) y Blasco de Orozco, que sigue,
2. María Vicenta de Sandoval y Blasco de Orozco, que seguirá.

Sucedió su hijo
- José Joaquín de Sandoval (y Rojas) y Blasco de Orozco, VI conde de la Ventosa. En 1760 solicitó Real facultad para imponer un censo sobre sus mayorazgos, y poder así atender a los gastos de la boda de su hermana e inmediata sucesora Vicenta.[13]

Sucedió su hermana
- María Vicenta de Sandoval y Blasco de Orozco, VII condesa de la Ventosa. Fue natural de Madrid, donde falleció el 22 de febrero de 1801 a los 60 de edad, habiendo dado poder para testar a su marido el 24 de marzo de 1765 por ante Tomás González Blanco, y recibió sepultura en el convento de Carmelitas de San Hermenegildo.

Casó en Madrid el 5 de abril de 1760, en la parroquial de la Santa Cruz, con Antonio Bruno de Pontejos y Sesma, III marqués de Casa Pontejos, que nació en esta corte el 6 de octubre de 1732 y fue bautizado en la parroquial de San Sebastián. Fue alumno del Seminario de Nobles de Madrid, y poseyó la casa de su título de la carrera de San Jerónimo, en la citada feligresía. Hijo de Antonio Juan de Pontejos y Anchía, II marqués de Casa Pontejos, caballero de Calatrava, diputado general de la provincia de los Nueve Valles en las Asturias de Santillana, natural de Madrid, y de María Gertrudis de Sesma y Rodríguez de los Ríos, su mujer y hermanastra y prima segunda; nieto de Antonio de Pontejos y de la Cagiga, I marqués de Casa Pontejos, caballero de Santiago, gentilhombre y ayuda de cámara de S.M., natural y regidor perpetuo de Santander, y de Francisca Javiera de Anchía y Rodríguez de los Ríos, su primera mujer, y materno de Juan de Sesma y Díaz de Tejada, también caballero de Santiago, contador de resultas de S.M., natural de Mendavia (Navarra), y de Nicolasa Rodríguez de los Ríos y Bueno, su segunda mujer, de los marqueses de Santiago, que en segundas nupcias casó con el citado I marqués de Casa Pontejos.
Tuvieron los siguientes hijos, todos nacidos en la casa de la carrera de San Jerónimo y bautizados en la parroquial de San Sebastián:
1. Antero Antonio de Pontejos y Sandoval, que nació el 2 de enero de 1761 y fue apadrinado por el lego fray José de la Purificación. Murió en su casa natal el 25 de julio siguiente, y fue enterrado en el convento de Mercedarias de Don Juan de Alarcón, en la bóveda de los marqueses de Casa Pontejos.
2. María Ana o Mariana de Pontejos y Sandoval, que sigue,
3. María Antonia de Pontejos y Sandoval, que nació el 6 de junio de 1765, tuvo por padrino a Juan Antonio Ruiz y tampoco alcanzó la edad adulta.
4. José María de Pontejos y Sandoval, que nació el 12 de marzo de 1767. Fue su padrino el marqués de Casa Pontejos, su abuelo, representado por un lego carmelita descalzo. Murió niño en su casa natal el 11 de marzo de 1773 y fue enterrado en el convento de Don Juan de Alarcón.

Sucedió en 1801 su única hija supérstite:
- Mariana de Pontejos y Sandoval, VIII condesa de la Ventosa y IV marquesa de Casa Pontejos (título que heredó en 1807 y por el que fue más conocida). Nació en Madrid el 11 de septiembre de 1762, recibió el bautismo al día siguiente en la parroquial de San Sebastián, apadrinada por el lego franciscano fray Julián de Alcocer, y falleció el 18 de julio de 1834 en el palacio de su yerno el marqués de Miraflores. Estudió desde los ocho años en el colegio de las Salesas Reales; fue retratada por Goya en 1786, poco antes de su primera boda, y en 1787 fue una de las fundadoras de la Junta de Damas de Honor y Mérito de la Real Sociedad Matritense de Amigos del País.[16]

Casó tres veces: la primera en su parroquia natal el 23 de diciembre de 1786 con Francisco Antonio Moñino y Redondo, veinte años mayor que ella, ministro de capa y espada del Consejo de Indias. Nacido el 9 de junio de 1742, era hermano e inmediato sucesor del secretario de Estado José Moñino y Redondo, I conde de Floridablanca, con quien estuvo muy vinculado y a quien premurió en el mismo año de 1808. Hijo de José Moñino y Gómez y de Francisca Redondo y Bermejo. Había desempeñado varias misiones diplomáticas, y cuando contrajo matrimonio estaba nombrado embajador en Lisboa, pero no llegó a servir el puesto porque fue promovido a gobernador del Consejo de Indias. Presidió este Consejo durante cinco años, recibiendo la gran cruz de Carlos III, pero cesó en 1792 al caer Floridablanca, y también como él sufrió destierro de la corte y confinamiento en el reino de Murcia, donde los Moñino tenían propiedades. Los dos hermanos se retiraron a Hellín, a la casa de campo de Francisco y Mariana. Aquí permanecieron varios años los condes de la Ventosa, antes de volver a Madrid, mientras que el de Floridablanca se estableció en Murcia, su ciudad natal, donde edificó el palacio de su título.
Francisco Moñino, marqués de Casa Pontejos, falleció en Madrid en septiembre de 1808, en plena Guerra de la Independencia. Su muerte ocurrió cuando los franceses habían abandonado ya la corte ante el avance del general Castaños, y vino a coincidir con la elección de Floridablanca para presidir la Junta Central. La marquesa marchó en seguida a Sevilla buscando la protección de su cuñado, y allí casó ese mismo año con Fernando de Silva Meneses y Ascarza, oficial de Guardias de Corps y caballero de Carlos III, a quien consignó pensión de viudedad. Nació este señor en Sevilla en 1775 y falleció a principios de 1817, habiendo sufrido la confiscación y venta de sus bienes bajo el reinado de José Bonaparte. Era hijo de otro Fernando de Silva Meneses y Vidal Xarama, descendiente de los condes de Cifuentes, y de Isabel de Ascarza y Eguía, su mujer. El nuevo matrimonio residió en Cádiz durante los años de las Cortes, y en su casa convocaba una célebre tertulia.
A los ocho meses de su segunda viudez, en septiembre de 1817 y previa información genealógica, Mariana volvió a contraer matrimonio en la iglesia madrileña de San Sebastián. Su tercer marido, a quien también consignó pensión, fue Joaquín Vizcaíno y Martínez Moles, capitán de Dragones y caballero de Santiago, dieciocho años más joven que ella y socio destacado de la Matritense de Amigos del País. Había combatido en la Guerra de la Independencia, y durante el Trienio Liberal se alistó en la Milicia Nacional de Caballería. En 1823, tras la restauración del absolutismo, se exiló con su mujer a París, donde permanecieron una década. Siendo ya viudo, fue Corregidor de Madrid y jefe político de la provincia. Fundó el Ateneo, la Caja de Ahorros y el Asilo de San Bernardino de la villa y corte, y recibió la gran cruz de Isabel la Católica. Nacido en La Coruña el 21 de agosto de 1790, era hijo de Vicente Vizcaíno y Pérez, del Consejo de S.M., fiscal togado en la Real Audiencia de Galicia, natural de Vicálvaro (Madrid), y de María Antonia Martínez Moles y Valdemoros, que lo era de Almazán (Soria). Sendos hermanos de sus padres —Ignacio Vizcaíno y Tadeo Martínez Moles— vistieron también el hábito de Santiago. El marqués viudo de Pontejos murió en el palacio de Miraflores el 30 de septiembre de 1840. Su recuerdo perdura en varios monumentos y en el nombre de tres vías públicas de la villa y corte.
Del primero tuvo por hijos a
1. José Moñino y Pontejos, primogénito, que murió adolescente. Aludido como el Soldado en la correspondencia de su tío el conde de Floridablanca. Éste le profesaba gran cariño y cifraba en él la continuación de su linaje, pero no quería que heredase su título, pues ya estaba llamado a poseer los de su madre. Por tanto, en virtud de la facultad para designar sucesor que tenía como concesionario, en su testamento de 1805 llamaba a suceder en el condado de Floridablanca a su sobrina Vicenta, y en previsión de que faltase la descendencia de José, dispuso que su título sería incompatible con el mayorazgo de Pontejos.[31] Previsión que se cumplió por la prematura muerte del mozo.
2. María Vicenta Moñino y Pontejos, que sigue,
3. María Ana Moñino y Pontejos, que casó con Francisco de Castillejo y Ahumada, hijo de José de Castillejo y Varona de Alarcón y de Josefa Teresa de Ahumada y Urbina. Fueron padres de

José María de Castillejo y Moñino, III conde de Floridablanca, grande de España, gentilhombre de Cámara de S.M. con ejercicio y servidumbre, maestrante de Granada, que nació en esta ciudad el 25 de febrero de 1826 y falleció en 1892. Casó con María de los Dolores Sánchez de Teruel y Ansoti, de igual naturaleza, VIII condesa de Villa Amena de Cozbíjar. Con sucesión en que sigue la casa de Floridablanca.
Sucedió su hija
- María Vicenta Moñino y Pontejos, IX condesa de la Ventosa y II de Floridablanca, grande de España,[33] V marquesa de Casa Pontejos, dama de la Reina Isabel II y de la Orden de María Luisa,[34] presidenta de la Junta de Damas de Honor y Mérito de Madrid.[35] Nació en Hellín el 24 de abril de 1795[36] y falleció en Madrid el 14 de febrero de 1867, a los 72 de edad, en el palacio de Miraflores, carrera de San Jerónimo n.º 35. A raíz de la muerte de su madre, y bajo la representación legal de su marido, litigó con su hermana Mariana y con su sobrino José María de Castillejo sobre la incompatibilidad de la casa de Floridablanca con las de Pontejos y la Ventosa. Parece ser que Vicenta pretendía que esta incompatibilidad, establecida por el I conde de Floridablanca, no afectaba al condado y señorío de la Ventosa y vínculos de los Sandoval, que incluían mucha hacienda en la comarca de Huete. La elección de los apellidos Moñino y Sandoval que usaba Vicenta en su juventud trasluce con claridad su pretensión respecto a estas casas. Sólo cuando quedó judicialmente establecido que la casa de la Ventosa también era incompatible con la de Floridablanca, decidió renunciar a esta última, que era la de menor importancia patrimonial, y quedarse con lo de su madre.

Casó con Real Licencia el 21 de agosto de 1814 en Madrid, parroquial de San Sebastián, con Manuel María de Pando y Fernández de Pinedo, II marqués de Miraflores, grande de España, IV conde de Villapaterna, presidente del Consejo de Ministros, del Senado y del Estamento de Próceres, embajador en París y Londres, jefe superior de Palacio, caballero del Toisón de Oro, gran cruz de Carlos III, de la Legión de Honor francesa y de la Orden de Cristo portuguesa, académico de número de la Real de la Historia, natural de Madrid, que fue bautizado en dicha iglesia el 23 de diciembre de 1792 y falleció viudo en Madrid el 20 de febrero de 1872, a los 79 de su edad. Hijo de Carlos Francisco de Paula de Pando y Álava Dávila, I marqués de Miraflores, III conde de Villapaterna, señor de Villagarcía, del Pinar de Miraflores y del mayorazgo de Sancho Dávila, regidor perpetuo de Ávila y alcalde constitucional de Madrid, caballero de Carlos III y maestrante de Granada, mayordomo de semana de S.M., y de María de la Soledad Fernández de Pinedo y González de Quijano, de los marqueses de Perales del Río.
Tuvieron por hija única supérstite a
Carlota Ignacia María de Pando y Moñino (Carolina), III marquesa de Miraflores, grande de España, y VI de Casa Pontejos, dama de la Reina Isabel II y de la Orden de María Luisa, promotora de numerosas obras de Beneficencia. Nació en Madrid el 31 de julio de 1815; fue bautizada en la parroquial de San Sebastián, apadrinada por Carlos de Pando, su abuelo, marqués de Miraflores, y murió el 28 de diciembre de 1890. Casó en su parroquia natal el 26 de marzo de 1832, siendo ambos muy jóvenes, con Manuel de Samaniego Urbina Pizarro y Asprer, IX vizconde de la Armería, caballero de Calatrava, nacido el 5 de septiembre de 1813 en Madrid, donde murió el 21 de agosto de 1853. Hijo segundo de Joaquín Félix de Samaniego Urbina Pizarro y Velandia, marqués de Valverde de la Sierra, de Villabenázar, de Monte Real, de Caracena del Valle y de Tejada de San Llorente, VIII vizconde de la Armería, mayordomo mayor de Palacio, caballero del Toisón de Oro y de Carlos III, y de Narcisa María de Asprer y de la Canal, su segunda mujer, camarera mayor de la Reina madre. Fueron padres de
1. Honorio de Samaniego y Pando, IV marqués de Miraflores, grande de España, V conde de Villapaterna, X vizconde de la Armería, diputado a Cortes, senador por derecho propio, caballero del Toisón de Oro, grandes cruces de Carlos III e Isabel la Católica, y maestrante de Valencia, primer montero del Rey Alfonso XIII y su gentilhombre de Cámara con ejercicio y servidumbre. Nació en su palacio madrileño el 5 de septiembre de 1833; fue bautizado en San Sebastián, apadrinado por el marqués de Miraflores, su abuelo materno, y falleció el 20 de abril de 1917. Casó el 23 de marzo de 1862 con Filomena Fernández de Henestrosa y Santisteban, dama de las Reinas Mercedes, Cristina y Victoria Eugenia, y de la Orden de María Luisa, hija de Diego Fernández de Henestrosa y Montenegro, natural de Fuente Obejuna (Córdoba), y de María de los Dolores de Santisteban y Horcasitas, VII marquesa de Villadarias y IV de la Vera, grande de España, VIII condesa de Moriana del Río y VIII princesa de Santo Mauro de Nápoles. Honorio murió sin descendencia en 1917 y el marquesado de Miraflores pasó a su hermana Genoveva, que sigue; el condado de Villapaterna, a su sobrino Manuel Álvarez de Toledo y Samaniego, y el vizcondado de la Armería, a su sobrino nieto Mariano Álvarez de Toledo y Cabeza de Vaca.
2. Y Genoveva Narcisa de Samaniego y Pando, que sigue.

Sucedió por Real Carta del 6 de julio de 1867 su nieta
- Genoveva de Samaniego y Pando (1841-1917), X condesa de la Ventosa, VII marquesa de Casa Pontejos y V de Miraflores, dos veces grande de España,[50] dama de las Reinas María Cristina y Victoria Eugenia[51] y de la Orden de María Luisa,[52] y presidenta de la Junta de Damas de Honor y Mérito de Madrid. En 1912 cedió el condado de la Ventosa propter nuptias al menor de sus hijos. Nació en París —donde el marqués de Miraflores, su abuelo materno, era embajador ante el Rey Luis Felipe—, fue bautizada en la parroquial de San Felipe de Roule el 3 de enero de 1841, y falleció el 21 de enero de 1926.

Casó con Real Licencia en Madrid el 2 de julio de 1866, en la parroquial de San Sebastián, con Alonso Tomás Álvarez de Toledo y Silva, X marqués de Martorell, coronel de Infantería, maestrante de Sevilla, natural de Nápoles, que fue bautizado en Santa María de las Nieves el 25 de junio de 1835 y falleció en Madrid el 11 de julio de 1895. Hijo segundo de Pedro de Alcántara Álvarez de Toledo y Palafox, XVII duque de Medina Sidonia, XI de Fernandina, XIII marqués de Villafranca del Bierzo, XIII de los Vélez, cuatro veces grande de España, XV marqués de Cazaza en África, XII de Molina, IX de Martorell y VIII de Villanueva de Valdueza y XXV conde de Niebla, que fue embajador en San Petersburgo del Rey carlista Carlos V, y después —pasado al servicio de Isabel II— senador del Reino, ministro de Marina, gentilhombre y caballerizo mayor de la Reina, gran cruz de Carlos III y tenitente hermano mayor de la Real Maestranza de Sevilla, y de María del Pilar de Silva Bazán y Téllez-Girón, su mujer, de los marqueses de Santa Cruz.
Tuvieron cinco hijos:
1. Pedro de Alcántara Álvarez de Toledo y Samaniego, primogénito, XI marqués de Martorell, coronel de Caballería de Húsares de la Princesa, caballero de Calatrava,[54] gentilhombre de Cámara de Alfonso XIII con ejercicio y servidumbre, que nació en Murcia el 27 de octubre de 1867 y falleció el 17 de enero de 1925,[55] antes que su madre. Fue un destacado jinete y criador de caballos, fundador de la Real Sociedad Hípica Española,[56] secretario de la Sociedad de Fomento de la Cría Caballar de España[57] y jefe del equipo español de equitación en las Olimpiadas de París (1924).[58] La cuadra que poseía —en asociación con Valentín Menéndez y San Juan, conde de la Cimera— ganó los más importantes premios hípicos en el primer cuarto del siglo XX.[59] Casó tardíamente en Madrid el 25 de mayo de 1922 con María del Pilar Caro y Széchenyi, en terceras nupcias de ella. Era dama de la Reina Victoria Eugenia, de la Orden de María Luisa y de la Junta de Damas de Honor y Mérito de Madrid;[60] había estado antes casada con José María Guillamas y Piñeyro, X marqués de San Felices de Aragón, y con Carlos Martínez de Irujo y del Alcázar, IX duque de Sotomayor, y tenía prole de ambos, pero no la hubo de este matrimonio. Nacida en Palma de Mallorca el 26 de febrero de 1864 y finada en Madrid el 28 de diciembre de 1931, era hija de Pedro Caro y Álvarez de Toledo, V marqués de la Romana, grande de España, y de Isabel Széchenyi y Zichy, de noble ascendencia húngara.
2. Manuel Álvarez de Toledo y Samaniego, VIII marqués de Casa Pontejos y X de Miraflores, dos veces grande de España, VI conde de Villapaterna, licenciado in utroque jure,[61] diplomático de carrera, consejero de Estado,[62] presidente de la Cruz Roja Española,[63] Secretario de la Diputación de la Grandeza de España,[64] consejero de la Caja de Ahorros y Monte de Piedad de Madrid,[65] caballero gran cruz de Isabel la Católica[66] y maestrante de Sevilla, gentilhombre de Cámara del Rey Alfonso XIII con ejercicio y servidumbre, jefe de la Casa de los Infantes Doña María Teresa y Don Fernando. Nació en París el 19 de noviembre de 1868 y falleció en San Sebastián (Guipúzcoa) el 29 de julio de 1932, a los 63 de edad.[67] Casó dos veces: la primera en Pamplona el 26 de febrero de 1896, con María de la Blanca Mencos y Rebolledo de Palafox, X condesa de Eril y XI de los Arcos, dos veces grande de España, XV marquesa de Navarrés y X de San Felices de Aragón. Nacida el 19 de octubre de 1873, era hija de Joaquín María de Mencos y Ezpeleta, IX conde de Guenduláin y del Vado, grande de España, marqués de la Real Defensa y barón de Bigüezal, caballero de la Orden de Malta, maestrante de Zaragoza y collar de Carlos III, académico de la Real de San Fernando, senador del Reino por derecho propio, gentilhombre de Cámara de S.M. con ejercicio y servidumbre, y de María del Pilar Rebolledo de Palafox y Guzmán, su primera mujer, de los condes de los Arcos y marqueses de Lazán. Y segunda vez casó en 1918 con María del Rosario Mencos y Sanjuán, prima carnal de su primera mujer, que estaba viuda de Pedro de León y Manjón, VI marqués del Valle de la Reina. Esta señora fue dama de la Reina Victoria Eugenia[68] y de la Junta de Damas de Honor y Mérito de Madrid.[69] Falleció en Burgos el 24 de octubre de 1934, siendo viuda por segunda vez, y fue enterrada en Hernani. Era hija de Alberto de Mencos y Ezpeleta, VII conde del Fresno de la Fuente, maestrante de Sevilla, hermano del IX conde de Guenduláin, y de María de los Ángeles de Sanjuán y Garvey, de los marqueses de San Juan, que en segundas nupcias casó con el conde de Benamejí y de las Cuevas del Becerro. De la primera tuvo numerosa descendencia en que siguen los marquesados de Miraflores, Casa Pontejos y Martorell.
3. Ildefonso o Alonso Álvarez de Toledo y Samaniego, X marqués de Villanueva de Valdueza, caballero de Calatrava,[70] primer montero del Rey Alfonso XIII,[71] natural de Madrid, que fue bautizado en San Sebastián el 18 de mayo de 1870 y murió asesinado en Paracuellos de Jarama en noviembre de 1936 (junto con su hijo el vizconde de la Armería y su sobrino el marqués de Navarrés). Casó con María de la Paz Cabeza de Vaca y Fernández de Córdoba, presidenta de la Junta de Damas de Honor y Mérito de Madrid,[72] natural de esta villa y bautizada en San José el 30 de diciembre de 1872, hija de Mariano Cabeza de Vaca y Morales, V marqués de Portago, grande de España, IX conde de Catres, y de Francisca de Borja Fernández de Córdoba y Bernaldo de Quirós, de los condes de Sástago. Con descendencia en que siguen el marquesado de Valdueza y el vizcondado de la Armería.
4. Honorio Álvarez de Toledo y Samaniego, nacido en 1873.
5. Y José María Álvarez de Toledo y Samaniego, que sigue.

En 1912 sucedió por cesión inter vivos el menor de sus hijos:
- José María Álvarez de Toledo y Samaniego (1881-1950), XI conde de la Ventosa, general de Caballería,[73] grandes cruces de San Hermenegildo y del Mérito Militar, que nació el 17 de mayo de 1881 en Madrid, donde finó el 30 de agosto de 1950. Notable fotógrafo aficionado, presidente de la Real Sociedad Fotográfica de Madrid.[74]

Casó dos veces: la primera en Madrid el 19 de marzo de 1912 con María del Pilar Frígola y Muguiro, de la que enviudó pronto sin sucesión. Hija de Carlos Frígola y Palavicino, barón del Castillo de Chirel, y de María del Patrocinio de Muguiro y Finat, de los condes de Muguiro.
Y contrajo segundas nupcias el 5 de mayo de 1916 con María de las Mercedes Mencos y Bernaldo de Quirós, también de la Junta de Damas de Honor y Mérito, nacida en Pamplona el 30 de abril de 1885, era hermana consanguínea de la primera mujer de Manuel, e hija de Joaquín María de Mencos y Ezpeleta, IX conde de Guenduláin, grande de España, y de María de la Fuencisla Bernaldo de Quirós y Muñoz, su segunda mujer, I marquesa de Eslava, también con grandeza (hija de los marqueses de Campo Sagrado y nieta materna de la Reina Gobernadora).
De la segunda tuvo por hijos a:
1. María del Carmen Álvarez de Toledo y Mencos, religiosa del Sagrado Corazón, que nació en Madrid el 12 de junio de 1917.
2. María del Amor Álvarez de Toledo y Mencos, también religiosa del Sagrado Corazón, nacida el 21 de mayo de 1918 en Madrid, donde murió el 6 de junio de 2005.
3. José María Álvarez de Toledo y Mencos, que sigue.
4. María de las Mercedes Álvarez de Toledo y Mencos, nacida en Madrid el 8 de julio de 1921 y que falleció el 2 de enero de 1983. Casó en Madrid 15 de septiembre de 1950 con José Antonio Moyano y Aboín, IX conde de Villahermosa del Pinar, que nació en Valladolid el 25 de julio de 1917 y finó en Madrid el 5 de noviembre de 2001, hijo de Gabriel Moyano y Balbuena, VIII conde de Villahermosa del Pinar, natural de Valladolid, y de María Teresa Aboín y Pintó, de los condes de Montefrío, que lo era de Ávila. Con prole.
5. Pedro de Alcántara Álvarez de Toledo y Mencos, nacido en Madrid el 26 de febrero de 1922. Casó con Genoveva Bandeira y Vázquez, nacida en Vigo el 22 de octubre de 1927 y fallecida el 25 de julio de 2005, hija del portugués António Pires Bandeira y de la hispano-chilena Genoveva Vázquez Subiabre. Con sucesión.
6. María de la Fuencisla Álvarez de Toledo y Mencos, nacida el 8 de junio de 1923 en Madrid, donde falleció viuda el 31 de octubre de 2006.[76] Casó en Madrid el 8 de junio de 1943 con Pedro Moreno de los Ríos y Guerrero, coronel de Caballería, nacido el 25 de enero de 1915 en Jerez de la Frontera, hijo de Ramón Moreno de los Ríos, natural de la Puebla de Cazalla, y de Teresa Guerrero de Castro, que lo era de Grazalema. Con descendencia.
7. María de la Paz Álvarez de Toledo y Mencos, nacida el 24 de septiembre de 1924 en Madrid, donde falleció el 5 de febrero de 2008. Casó en Madrid el 24 de septiembre de 1949 con Francisco Cerdán y López, nacido en Zaragoza el 10 de octubre de 1912.
8. Ramón Álvarez de Toledo y Mencos, nacido el 26 de junio de 1927 en Madrid, donde casó el 6 de abril de 1953 con María Eulalia Álvarez-Buylla y Muñoz, nacida en la misma villa el 18 de noviembre de 1928 y que falleció en 1972, hija de Julio Álvarez de Buylla y Fernández de Lloreda, caballero de Malta, y de Ana María Muñoz y Rato, condesa de Santa Olalla. Con posteridad en que sigue este condado.

Sucedió por Carta del 7 de noviembre de 1952 su hijo
- José María Álvarez de Toledo y Mencos, XII conde de la Ventosa, general de división del Ejército, caballero de las Reales Maestranza y Hermandad del Santo Cáliz de Valencia, grandes cruces del Mérito Militar y de San Hermenegildo, que nació en Madrid el 22 de mayo de 1919.

Casó en Valencia el 25 de enero de 1945 con Elvira Gómez-Trénor y Trénor, nacida el 15 de enero de 1923 en esta ciudad, donde falleció el 22 de julio de 2002. Hija de Juan Antonio Gómez Trénor y de Elvira Trénor y Moroder, su mujer y prima carnal, II condesa de Trénor; nieta de Juan Antonio Gómez Fos y de María de las Mercedes Trénor y Palavicino, y materna de Francisco Trénor y Palavicino, I conde de Trénor, natural de Valencia, y de Elvira Moroder y Peñalva.
Son sus hijos:
1. Elvira Álvarez de Toledo y Gómez-Trénor, nacida en Madrid el 30 de enero de 1946, casada con Serafín Mateo y Núñez, Coronel de Infantería. Padres de
  1. Pablo Mateo y Álvarez de Toledo. Casó en Toledo, en julio de 1995, con Consuelo Muro y Ferrero.
  2. Elvira Mateo y Álvarez de Toledo.
  3. Javier Mateo y Álvarez de Toledo, político de Izquierda Unida y candidato a la alcaldía de Toledo en las elecciones municipales de 2015.
2. José María Álvarez de Toledo y Gómez-Trénor, que sigue,
3. María de las Mercedes Álvarez de Toledo y Gómez-Trénor, nacida en Valencia el 21 de septiembre de 1952. Casó dos veces: primera con José de Hornedo y Muguiro, hijo de Francisco Javier de Hornedo y Correa y de María del Pilar Muguiro y Gil de Biedma, de los condes de Muguiro. Y en segundas nupcias con Luis Niño de Cepeda.
4. E Iván Álvarez de Toledo y Gómez-Trénor, nacido en Valencia el 23 de diciembre de 1964.

Sucedió por Real Carta de Sucesión publicada en el BOE del 2 de diciembre de 1999 su hijo:
- José María Álvarez de Toledo y Gómez-Trénor, XIII conde de la Ventosa, coronel de Infantería, diplomado de Estado Mayor, caballero del Real Cuerpo de la Nobleza de Madrid y maestrante de Valencia, que nació en esta ciudad el 6 de mayo de 1948 y murió en Valladolid el 7 de abril de 2022.[77]

Casó primera vez en 1972 con Gracia Mariana de Mazarredo y Pampló, hija de Luis de Mazarredo y Beutel, marqués de Villora, y de María Luisa Pampló y Camoín, natural de Valencia. Este matrimonio fue declarado nulo y la esposa volvió a casar con Eduardo de Delás y de Ugarte, barón de Vilagayá.
El conde contrajo segundas nupcias en Chinchón el 26 de junio de 1986 con Rita Allendesalazar y de la Cierva, nacida en Madrid el 5 de febrero de 1958, hija de José María Allendesalazar y Travesedo, V marqués de Casariego, y de María Isabel de la Cierva y Osorio de Moscoso, de los condes de Ballobar y de Garcíez.
Sucedió por Real Carta de Sucesión de 25 de junio de 2024, publicada en el BOE el 6 de julio, su hermano:
- Iván Álvarez de Toledo y Gómez-Trenor, XIV conde de la Ventosa.